# 1868年外东北反俄起义
1868年外东北反俄起义，俄方称蛮子战争（俄語：Манзовская Война），是1868年在根据《瑷珲条约》割让给俄国的土地上发生的中俄定居者之间发生的战争。1860年，清向沙俄割让了黑龙江以北、乌苏里江以东的土地；但根据《瑷珲条约》，在这片土地上居住的中国居民仍是清的臣民且照旧居住，俄国人歧视性地称他们为“蛮子”。1866年，第一批俄国定居者移居到了苏城河（今游击队河）谷，建立了西伯利亚私人庄园。次年，当地的中国定居者開始與俄國人產生衝突。阿留申号蒸汽纵帆船的船员两次驅逐了在今阿斯科尔德岛上的中国矿工。而在1868年4月份，他们在当地又发现了中国矿工。俄历4月19日（公历5月2日），当地的中国矿工与船员发生了冲突，打死船员3名，打伤10名。25日（8日）到26日（9日）夜，中国定居者袭击了斯特列洛克湾的一个军事哨所，2人死亡。28日（11日）到29日（12日）夜，中国定居者袭击了什科托沃村，杀死了2家农民。5月15日（28日），他们烧毁了尼古拉斯卡亚村（现乌苏里斯克市）。东西伯利亚第1、3线性营从哈巴罗夫卡（今哈巴罗夫斯克）出发追击他们，在29日（6月11日）在今米哈伊罗夫卡村附近与中国袭击者发生交火，俄方1人死亡，2人受伤，起义军方约50人死亡，300人向东北地区逃亡。接下来直到当年7月，俄军一直讨伐各类起义的武装团体。历史学家В·西尼琴科认为，尽管发生了这场冲突，但在当地中国定居者的增加并未停止，闯关东的农民持续涌入内东北和外东北地区。